# Eremiascincus timorensis
Eremiascincus timorensis — вид сцинкоподібних ящірок родини сцинкових (Scincidae). Ендемік Індонезії.

## Поширення і екологія
Eremiascincus timorensis відомі за кількома зразками, зібраними на заході острова Тимор. Вони живуть в сухих тропічних лісах.

## Збереження
МСОП класифікує стан збереження цього виду як близький до загрозливого. Eremiascincus timorensis загрожує знищення природного середовища.